# Nazir McBurnette
Nazir Obain McBurnette (sinh ngày 18 tháng 2 năm 1993) là một cầu thủ bóng đá đến từ St. Vincent và Grenadines.

## Goals

### Bàn thắng quốc tế
Tỉ số và kết quả liệt kê bàn thắng của Saint Vincent và Grenadines trước.
| Bàn thắng | Thời gian            | Địa điểm                                                         | Đối thủ                  | Tỉ số | Kết quả | Giải đấu                                  |
| --------- | -------------------- | ---------------------------------------------------------------- | ------------------------ | ----- | ------- | ----------------------------------------- |
| 1.        | 7 tháng 2 năm 2014   | Sion Hill Playing Field, Kingstown, Saint Vincent và Grenadines  | Dominica                 | 1–0   | 3–2     | Giao hữu                                  |
| 2.        | 7 tháng 9 năm 2014   | Antigua Recreation Ground, St. John's, Antigua và Barbuda        | Antigua và Barbuda       | 1–0   | 1–2     | Vòng loại Caribe Cup 2014                 |
| 3.        | 6 tháng 9 năm 2016   | Estadio Mateo Flores, Guatemala City, Guatemala                  | Guatemala                | 3–9   | 3–9     | Vòng loại World Cup 2018                  |
| 4.        | 18 tháng 11 năm 2018 | TCIFA National Academy, Providenciales, Quần đảo Turks và Caicos | Quần đảo Turks và Caicos | 2–2   | 2–3     | Vòng loại CONCACAF Nations League 2019–20 |